# Gillette Duchemin
Gillette Duchemin, född Boutelvier okänt år, död i maj 1765, var en fransk skådespelare. Hon var bland annat engagerad vid den svenska hovteatern La troupe du Roi de Suede mellan 1699 och 1706. Som sådan tillhörde hon de första kvinnliga yrkesaktörer som uppträdde i Sverige. 
Gillette Duchemin var gift med sin kollega Jean-Pierre Chemin, och antog liksom han artistnamnet Duchemin. Hon uppträdde jämsides med sin make i Claude Guilmois de Rosidor teatersällskap i Metz 1698–1699. Paret Duchemin engagerades sedan 1699 vid den svenska hovteatern, som uppträdde i Wrangelska palatset och i Stora Bollhuset i Stockholm, först enbart inför hovet men de sista åren även inför allmänheten. En stor del av denna trupp lämnade Sverige 1701, men Duchemin tillhörde dem som kvarblev fram till 1706, då sällskapet slutgiltigt lämnade Sverige.  
Gillette Duchemin anställdes 9 februari 1719 vid Comédie Française i Paris, där hon debuterade 1720 som Cephife i tragedin Andromake. Även maken var anställd vid Comédie Française 1724–1730. Duchemin pensionerades 1726 med en pension på 1000 livres.  